# Piotr Aleksander Grocholicki
Piotr Aleksander Grocholicki (zm. 15 lutego 1702) – proboszcz jaworznickiej parafii pw. św. Wojciecha i św. Katarzyny Aleksandryjskiej w latach 1666–1702.
Niewiele wiemy o nim samym, dokumenty świadczą tylko o jego działalności. Był gorliwym kapłanem, założycielem Bractwa Matki Boskiej Szkaplerznej, które powołał w 1670 roku oraz utworzył specjalną fundację na ten cel. W latach 1695–1700 z jego inicjatywy wykonano dobudowę kaplicy Matki Boskiej Szkaplerznej. Kaplica została zbudowana od strony północnej, o wymiarach 10,2 x 6,6 m. czyli 67 m² powierzchni; posiadała dach dwuspadowy, cztery duże okna, z główną nawą kościelną połączona była wewnątrz ozdobnym wejściem kratowym. Powała sklepiona, podłoga z desek, pod którą była krypta grobowa, w której chowano zasłużonych ludzi. 
Za jego czasów w 1691 roku powstała w Jeleniu prywatna fundacja kościelna. Była to kaplica pod wezwaniem św. Krzyża, którą ufundował Ludwik Mikołaj Grabiański. Dokumenty fundacyjne wspominają o roli proboszcza Grocholickiego, który znany był z gorliwości duszpasterskiej i taka fundacja kościelna odpowiadała jego pragnieniom. Ksiądz Grocholicki bardzo wiele uczynił w zakresie wewnętrznego wyposażenia jaworznickiego kościoła. Za jego czasów przybyło sprzętu w rodzaju ławek dla wiernych, konfesjonałów, odpowiednich szaf i szafek do przechowywania sprzętów i paramentów liturgicznych. Wybudowano chór nad głównym wejściem, gdzie umieszczono organy ośmiogłosowe. Ambona usytuowana była przy ścianie od zakrystii, była drewniana starej stolarskiej roboty, a wejście znajdowało się w zakrystii, gdzie były specjalne drzwiczki i drewniane schodki. Kaplicę Matki Boskiej Szkaplerznej od razu wyposażono w chór oraz organy, ponieważ był to już obowiązujący standard w wyposażeniu polskich kościołów. 
Działalność proboszcza Grocholickiego nie ograniczyła się tylko do dbałości o wygląd i estetykę świątyni. Przywiązywał też wielkie znaczenie do katechizacji swych parafian. Oprócz nauki katechizmu prowadzonej dla dzieci i młodzieży, wprowadził zwyczaj nauczania dorosłych w czasie niedzielnych mszy. Nie ograniczało się to tylko do kazania jego samego, ale wprowadził własną metodę. Odbywało się to w ten sposób, że wybrani uczniowie prowadzili dyskusję na określone tematy przed zgromadzonymi wiernymi. Dorośli przysłuchując się takiej dyskusji, uczyli się ewangelii, a ksiądz proboszcz polecał im, aby w domu przekazywali zdobytą wiedzę młodszym dzieciom. W ten sposób dzieci dorastając do odpowiedniego wieku dla nauki katechizmu, wynosiły z domu rodzinnego podstawowe wiadomości i nawyki religijne.
Swoje doświadczenia w tym zakresie zawarł w dziele swego życia, którym była publikacja pod tytułem – Katechizm katolicki, opublikowany po raz pierwszy w 1684 roku. Praca doczekała się kilkunastu wznowień i przez kilkadziesiąt lat służyła do katechezy w diecezji krakowskiej. Zwłaszcza w dekanacie Nowa Góra, do którego należała jego parafia,  proboszczowie cenili jego katechizm i dwadzieścia kilka lat po jego śmierci, w 1724 roku, uczcili jego pamięć. W zgodnym oświadczeniu wszystkich kapłanów nowogórskiego dekanatu przyznali mu tytuł zasłużonego i wskazali jego postać jako ...wzór kapłana godny naśladowania.
Dzisiejsza Kolegiata św. Wojciecha i św. Katarzyny w Jaworznie posiada cenny zabytek sztuki sakralnej w postaci obrazu Matki Boskiej Passawskiej namalowany w 1666 roku w Neapolu, jak głosi napis na jego odwrocie. Niestety nie mamy źródeł historycznych na temat jego pochodzenia i nie wiemy dokładnie – jak i  kiedy dostał się do świątyni. Wiadomo natomiast, że umieszczony był w kaplicy Matki Boskiej Szkaplerznej, stanowił wyposażenie ołtarza znajdującego się na wschodniej ścianie omawianej kaplicy. Według protokółu wizytacji z 1748 roku obraz ten cieszył się opinią cudownego i obwieszony  był licznymi wotami od wiernych. 
W okresie duszpasterstwa proboszcza Grocholickiego, w pobliskiej Byczynie mieszkał jako dzierżawca folwarku Franciszek Locci, rodzony brat Augustyna Wincentego Locci, znanego w tym czasie architekta na dworze królewskim. Wieś Dziećkowice, po drugiej stronie Przemszy, była własnością rodziny Pinoccich, która była spowinowacona z rodziną Loccich. W Jeleniu mieszkał Ludwik Mikołaj Grabiański ówczesny starosta lipowieckiego klucza dóbr biskupa krakowskiego. Rodziny te utrzymywały ze sobą i proboszczem Grocholickim towarzyskie kontakty; zwyczajem były spotkania w jaworznickiej plebanii po niedzielnej mszy. Wszyscy razem stanowili ówczesną elitę towarzyską, która miała warunki i możliwości do ufundowania obrazu. Można więc domniemywać, że obraz Matki Boskiej Passawskiej w jaworznickim kościele był fundacją prywatną zrealizowaną przez rodziny Grabiańskiego, Loccich i Pinoccich osiadłych w naszej okolicy. A wszystko to pod opieką proboszcza Grocholickiego, który propagował i szczególnie rozwijał kult maryjny.  Ukoronowaniem jego wysiłków była kaplica Matki Boskiej Szkaplerznej, naturalnym więc czynem jego najważniejszych parafian, a jednocześnie osobistych przyjaciół, było jej ozdobienie przez ufundowany obraz; czas sprowadzenia obrazu można określić na lata 1690–1700. Odtąd obraz Matki Boskiej Passawskiej stanowił bardzo ważny element jaworznickiego kościoła, a ołtarz z nim oceniano jako „przedziwnie piękny”. 
Proboszcz Piotr Grocholicki cieszył się autorytetem wśród sobie współczesnych, był doceniany za swego życia, a po śmierci w dniu 15 lutego 1702 roku pochowany został w krypcie zasłużonych, w kaplicy Matki Boskiej Szkaplerznej parafialnego kościoła św. Wojciecha w Jaworznie.